# Corylus heterophylla
Corylus heterophylla là một loài thực vật có hoa trong họ Betulaceae. Loài này được Fisch. ex Trautv. mô tả khoa học đầu tiên năm 1844.

## Hình ảnh

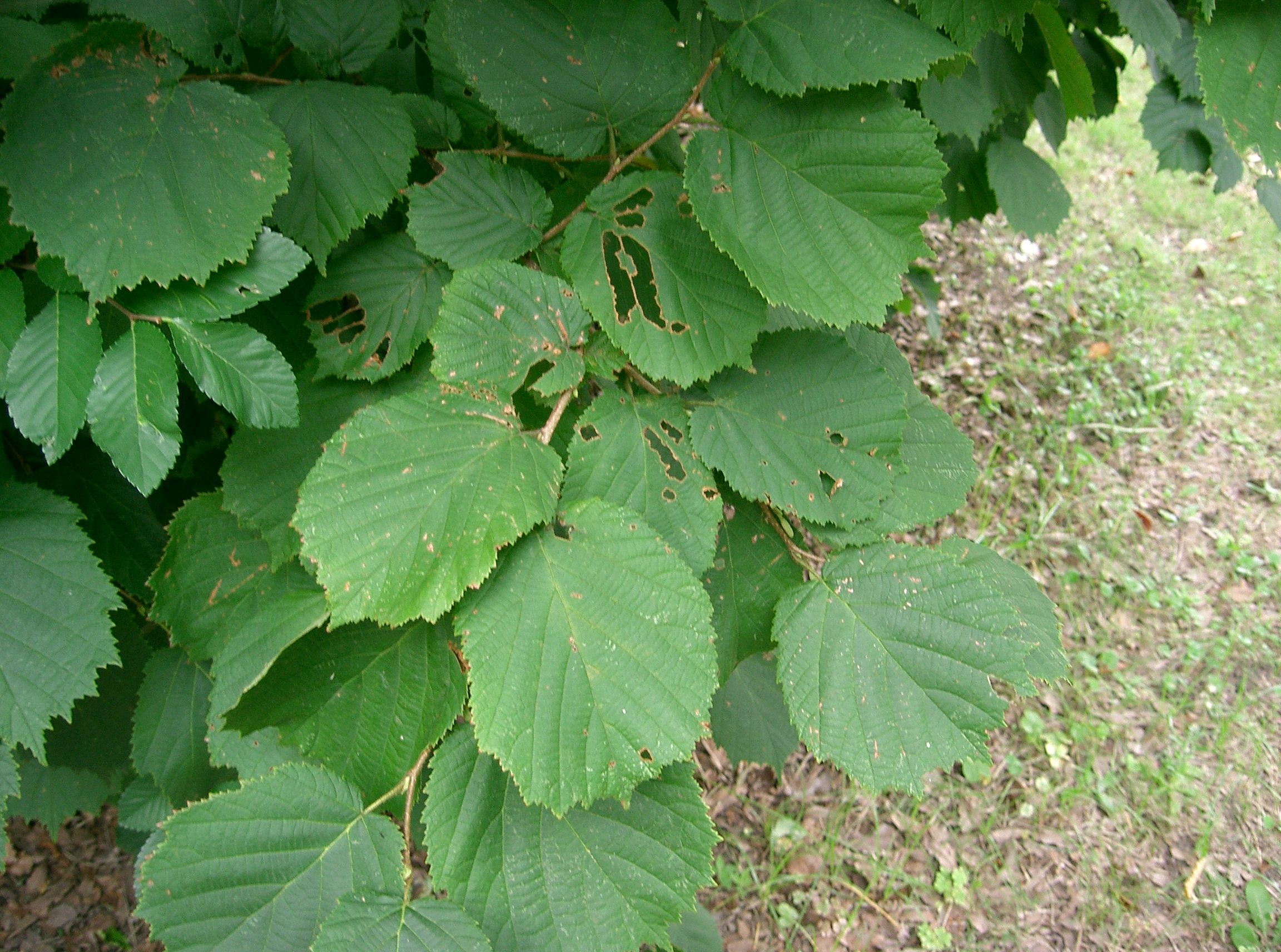
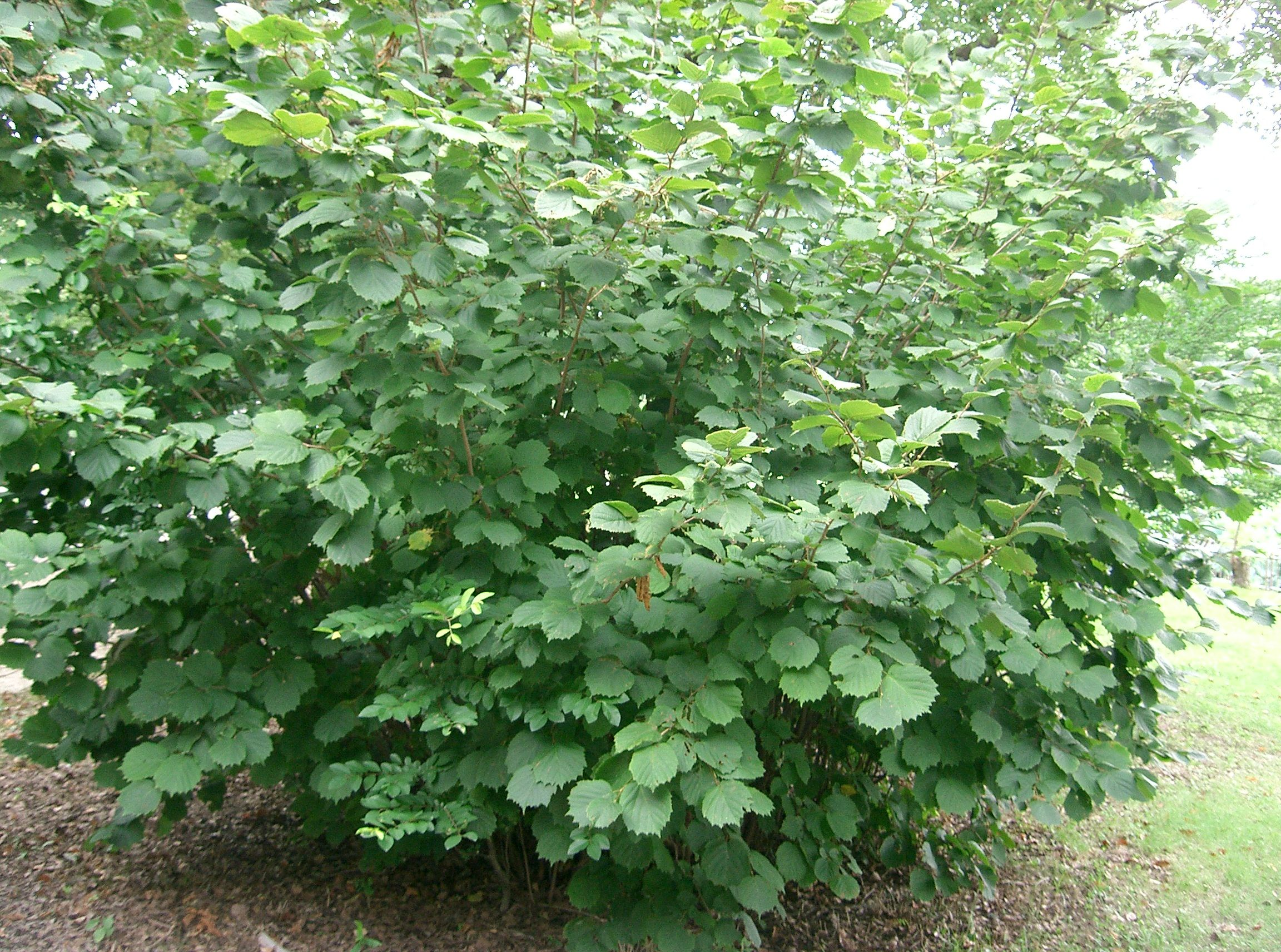
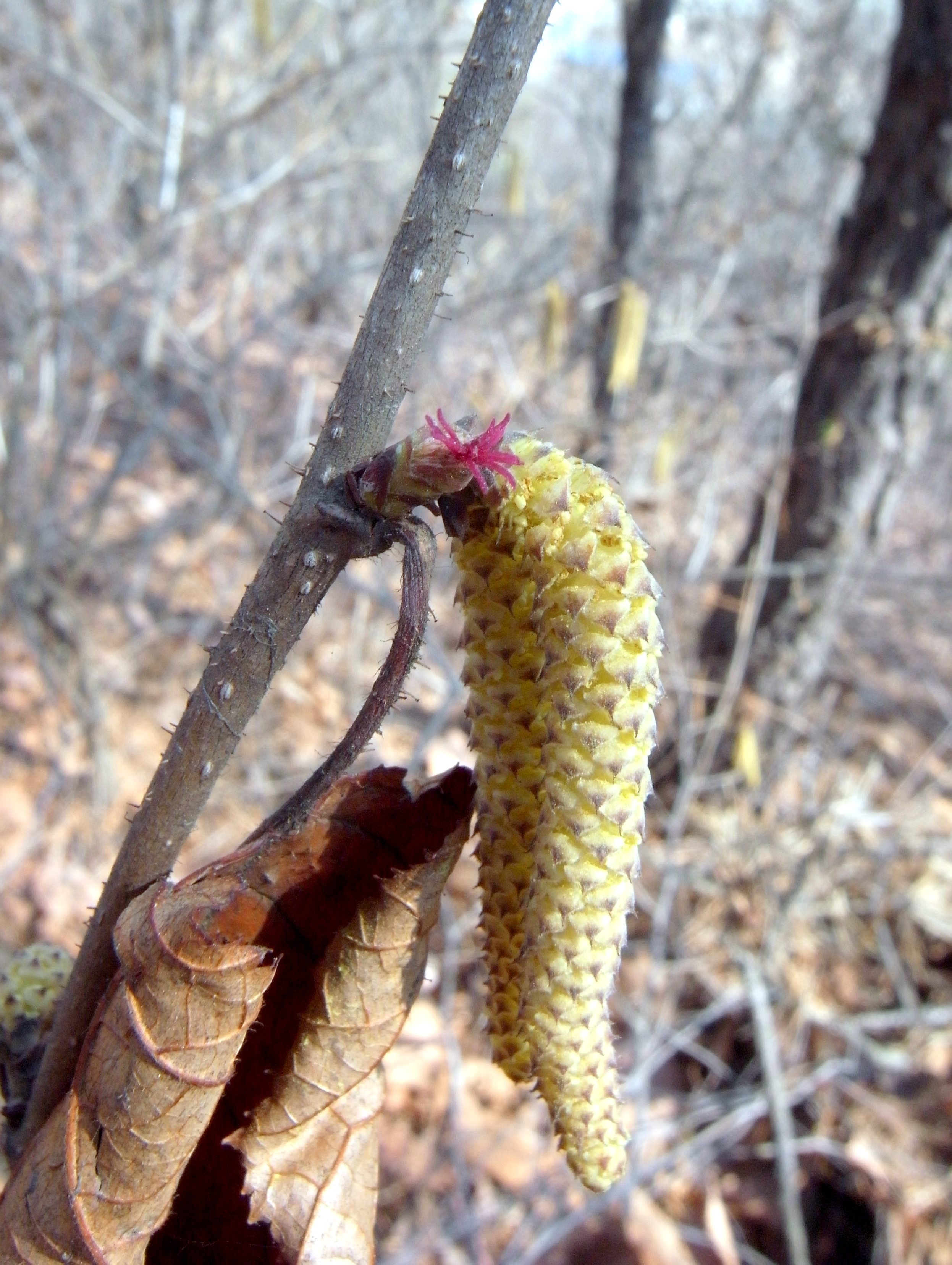
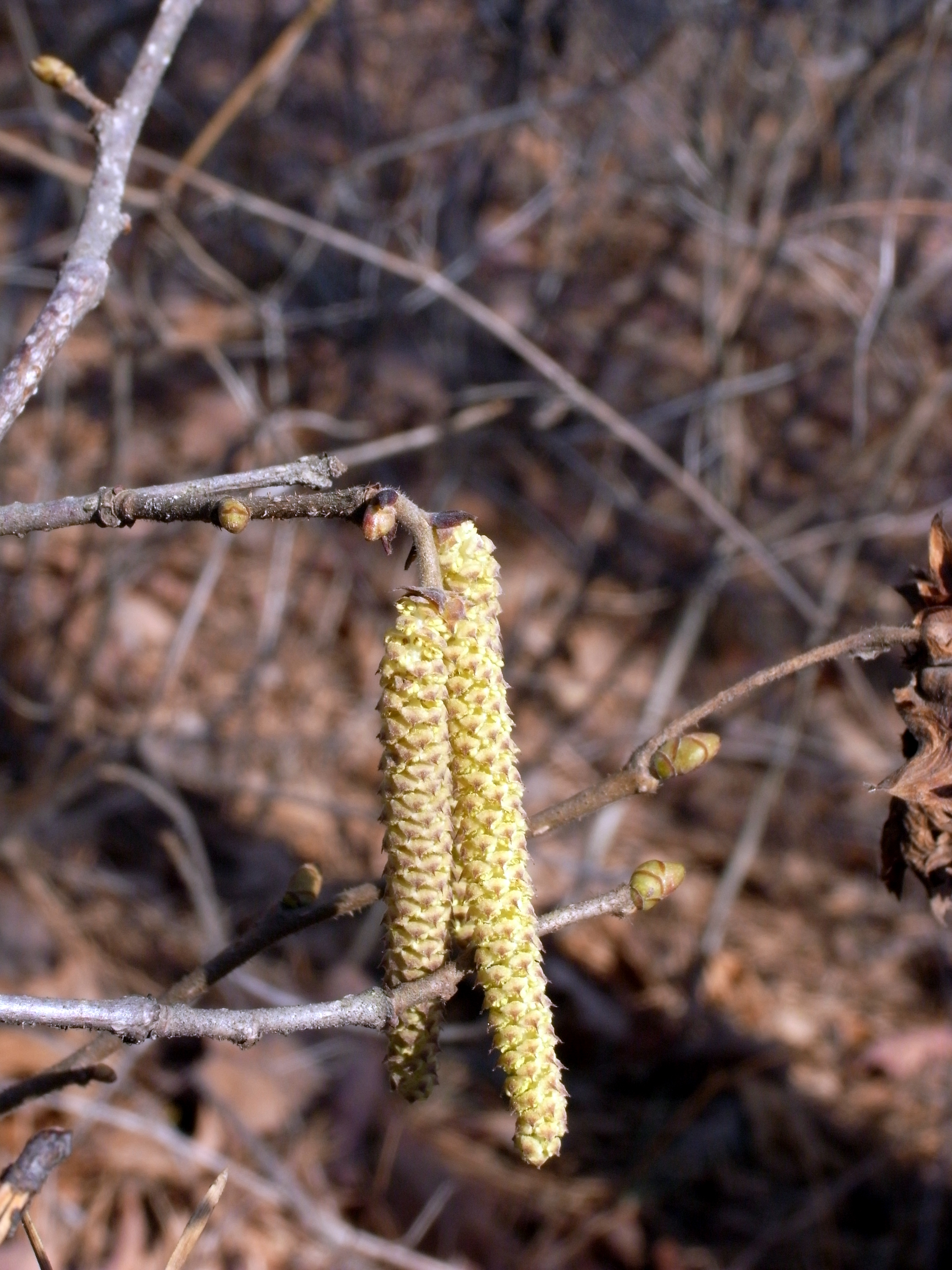